# Красношапочная (порода кур)

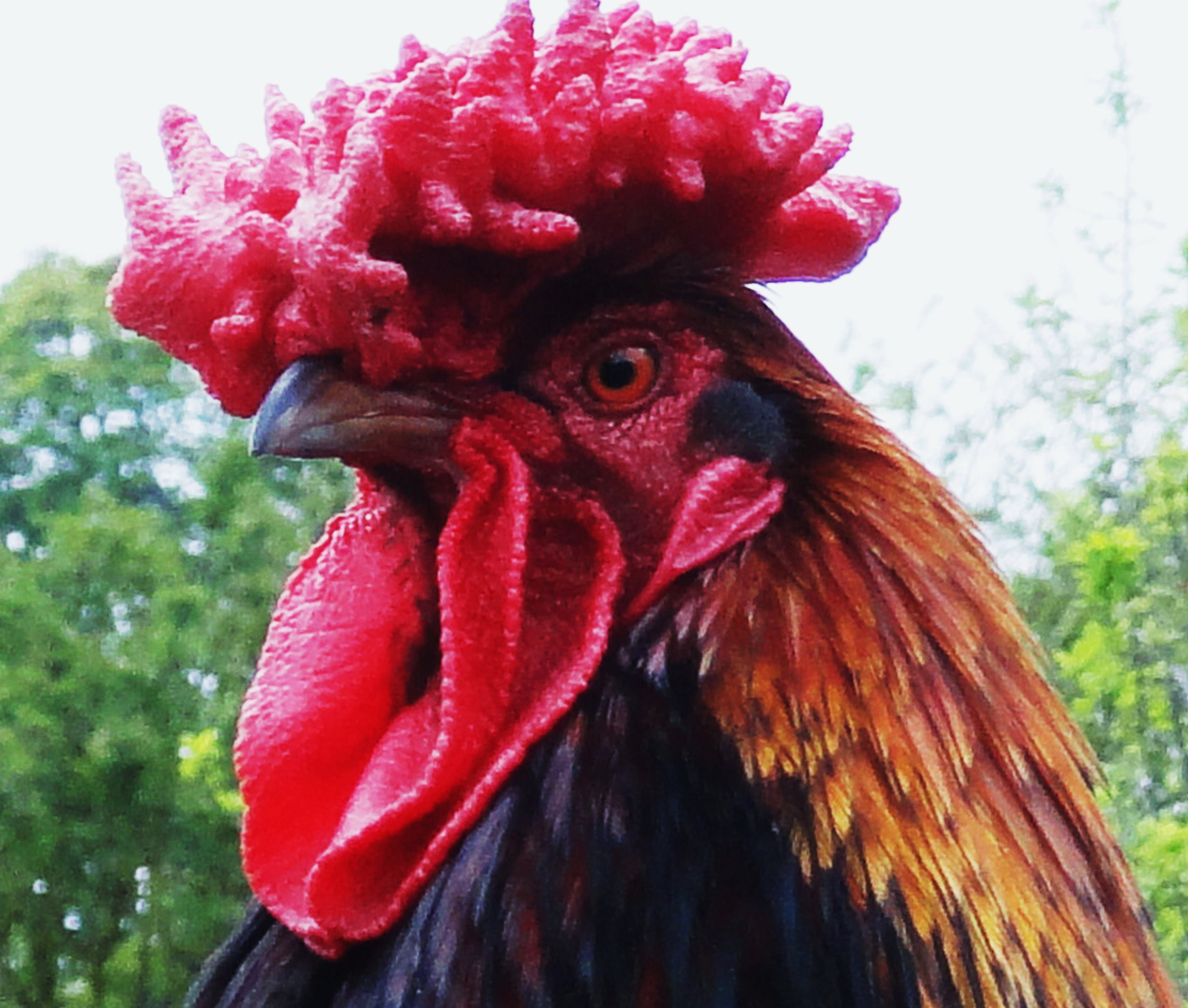

Красношапочная — порода кур, выведенная в английском графстве Дербишир. Название «красношапочная» происходит от необычно большого короновидного гребня.

## История породы
Неизвестно, когда красношапочная порода впервые появилась как порода, возможно, в 18 веке. Неизвестно также, какие породы использовались при выведении. Куры никогда не использовались в коммерческих целях в больших масштабах, но оставались популярными в небольших хозяйствах по всему Дербиширу вплоть до 1945 года, но затем стали исчезать. Клуб любителей этой породы закрылся в 1960 году, однако в 1976 году он был открыт заново.

## Описание
Порода имеет одну разновидность оперения, с различными темными оттенками красного, коричневого и черного. У петухов более яркая окраска, но и у самцов, и у самок черные хвосты и чёрная кайма на оперении. Основной цвет оперения птицы варьируется от оранжевого до темно-орехово-коричневого. У птиц клюв бурого цвета, красные гребешок и бородки, а ноги и ступни серого цвета.
Порода считается мясояичной: куры весят 2,75—2,9 кг, петухи — до 3,8 кг. Самки откладывают 150—200 крупных белых яиц в год. Мясо также белое; иногда говорят, что оно похоже на вкус дичи. Курам необходим свободный выгул; они хорошо переживают морозы. Порода очень выносливая, довольно редко болеет, а у самок отсутствует инстинкт насиживания.